# Sebastian Kühner
Sebastian Kühner (Berlino, 15 marzo 1987) è un pallavolista tedesco.
Gioca nel ruolo di palleggiatore nel Sport-Club Charlottenburg Berlin Volleyball.

## Carriera
La carriera di Sebastian Kühner inizia nelle giovanili delle Sportverein Preußen Berlin per poi proseguire nelle giovanili del Sport-Club Charlottenburg Berlin Volleyball e, dalla stagione 2006-07, debutta nella 1. Bundesliga con il VC Olympia 93 Berlino: nello stesso periodo gioca anche per le nazionali giovanili tedesche.
Nella stagione 2007-08 è ingaggiato dal Bayer Wuppertal, mentre nella stagione successiva passa al Dürener Turnverein 1847, dove resta per due annate, sempre nella massima divisione del campionato tedesco. Per il campionato 2010-11 difende i colori del Chemie Volley Mitteldeutschland: al club di Spergau resta legato per due annate, prima di ritornare, nella stagione 2012-13, al SSC Berlino, con il quale vince quattro scudetti, la Coppa di Germania 2015-16 e la Coppa CEV 2015-16; nel 2014 ottiene le prime convocazioni in nazionale, vincendo la medaglia di bronzo al campionato mondiale 2014 e la medaglia d'oro ai I Giochi europei.

## Palmarès

### Club
- Campionato tedesco: 4

2012-13, 2013-14, 2015-16, 2016-17
- Coppa di Germania: 1

2015-16
- Coppa CEV: 1

2015-16

### Nazionale (competizioni minori)
- Giochi europei 2015